# Cuencas costeras entre límite regional y río Valdivia
Las cuencas costeras entre límite regional y río Valdivia son varias cuencas contiguas exorreicas costeras de régimen pluvial ubicadas en las Regiones de La Araucanía y de Los Ríos. La Dirección General de Aguas las reúne en el ítem 100 del inventario BNA de cuencas de Chile.

der

## Límites y relieve

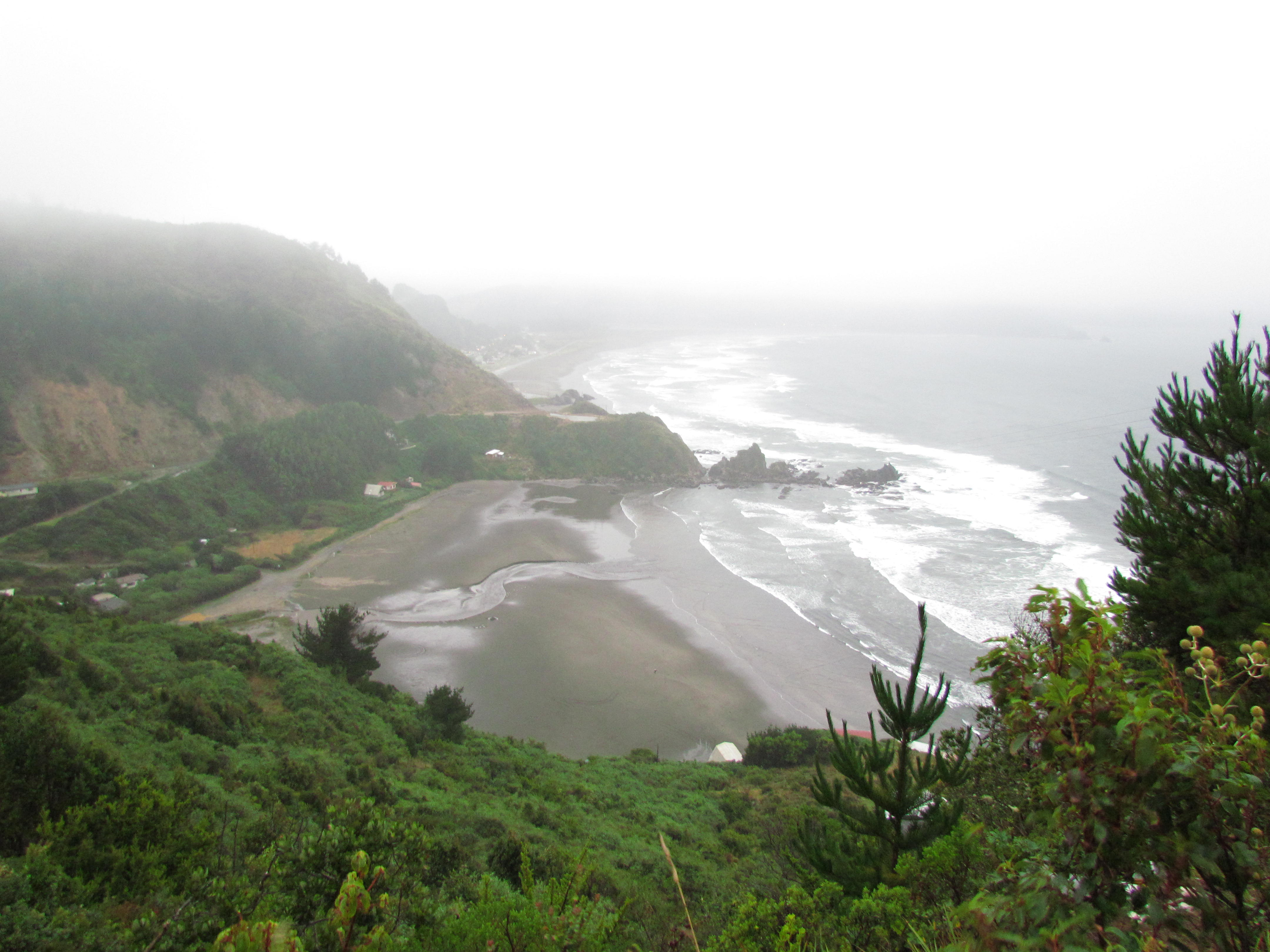
Mehuin desde una altura.

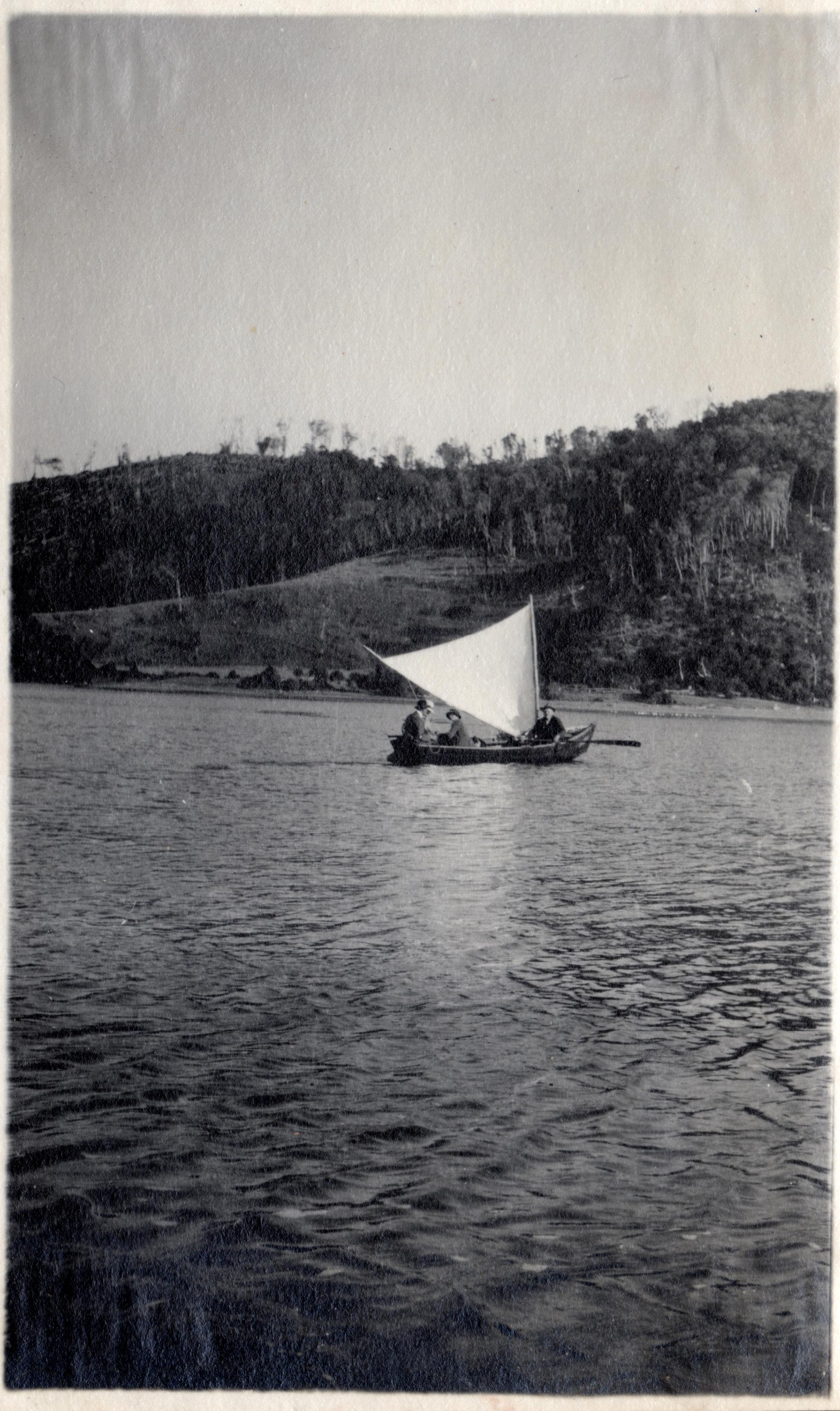
Navegando por el río Lingue, entre el fundo Los Venados y Mehuín el año 1926.

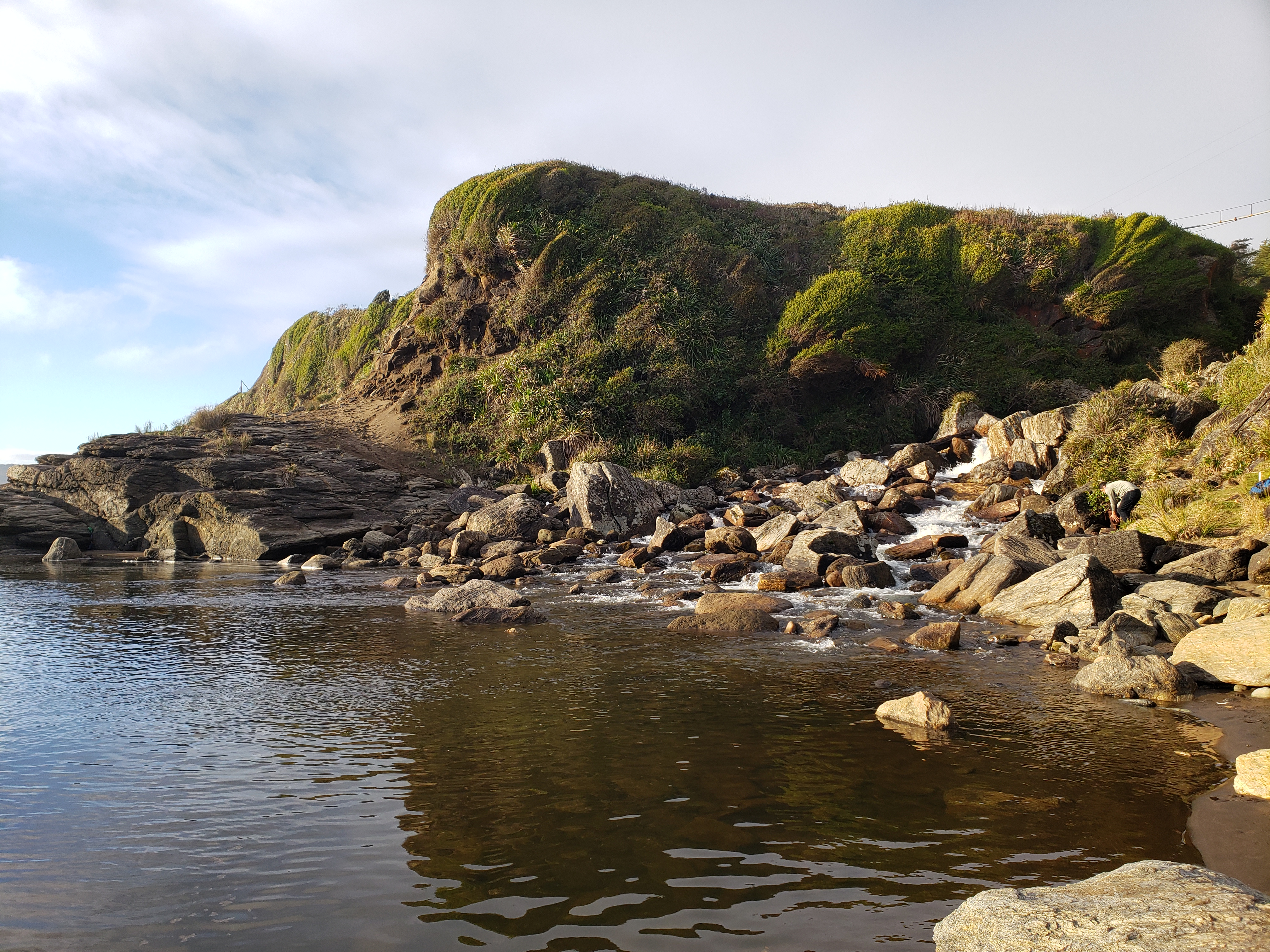
Estero Camposanto.

Las cuencas limitan al norte con la cuenca del río Queule y hacia el este y el sur con la cuenca del río Valdivia.

## Población
El sistema de información y monitoreo de biodiversidad del Ministerio del Medio Ambiente de Chile señala la siguiente distribución de la superficie de la cuenca entre las comunas (el porcentaje es de la cuenca):
| Región       | Provincia | Comuna    | Hectáreas  | Porcentaje |
| ------------ | --------- | --------- | ---------- | ---------- |
| La Araucanía |           |           | 315,994    | 0,425%     |
|              | Cautín    |           | 315,994    | 0,425%     |
|              |           | Gorbea    | 4,862      | < 0,1%     |
|              |           | Loncoche  | 122,669    | 0,165%     |
|              |           | Toltén    | 188,463    | 0,253%     |
| Los Ríos     |           |           | 73.009,778 | 98,203%    |
|              | Valdivia  |           | 73.009,778 | 98,203%    |
|              |           | Valdivia  | 9.727,671  | 13,084%    |
|              |           | Mariquina | 63.282,107 | 85,119%    |

Las localidades de Mehuín, Curiñanco y el sitio arqueológico Chan-Chan se encuentran emplazados en las cuencas.

## Subdivisiones
La Dirección General de Aguas subdivide o reúne las cuencas de Chile acorde a las necesidades de estudio y gestión. Existen dos inventarios que han logrado ser aceptados como principales, el inventario de cuencas del Banco Nacional de Aguas (BNA) de 1978, de mayor uso, y el inventario de cuencas del Departamento de Administración de Recursos Hídricos (DARH) de 2014 de mejor cartografía que ha obligado a redefinir algunos límites, a veces con cambios mayores, pero también por algunas redefiniciones del concepto de subcuenca.
Bajo el BNA el código del ítem es 100 y con el DARH es 1400.
La subdivisión del BNA es como sigue:
| Cuenca                                                   | Subcuenca | Subsubcuenca | Aguas                                                       | Área drenaje km² | Observaciones |
| -------------------------------------------------------- | --------- | ------------ | ----------------------------------------------------------- | ---------------- | ------------- |
| 100 Costeras entre límite regional y Río Valdivia (mapa) |           |              |                                                             |                  |               |
| 100                                                      | 1000      | 10000        | Río Lingue                                                  | 517              |               |
| 100                                                      | 1001      | 10010        | Costeras entre Río Lingue y Río Valdivia                    | 226              |               |
| total:                                                   | 2         | 2            | Región: XIV (100%) / Tipo: Exorreica / Desemb.: O. Pacífico | 743              |               |

La disposición de cuencas en el inventario DARH es la siguiente:
| Código | Nombre                          | Código en mapa                  | Tipología de cuenca             | Vertiente de cuenca             | Origen de cuenca                | Temperatura media anual (C°)    | Temperatura máxima (C°)         | Temperatura mínima (C°)         | Precipitación anual (mm)        | Número de estaciones fluviométricas | Número de estaciones pluviométricas | Área (km²)                      |
| ------ | ------------------------------- | ------------------------------- | ------------------------------- | ------------------------------- | ------------------------------- | ------------------------------- | ------------------------------- | ------------------------------- | ------------------------------- | ----------------------------------- | ----------------------------------- | ------------------------------- |
| 1400   | Cuencas Costeras Los Ríos Norte | Cuencas Costeras Los Ríos Norte | Cuencas Costeras Los Ríos Norte | Cuencas Costeras Los Ríos Norte | Cuencas Costeras Los Ríos Norte | Cuencas Costeras Los Ríos Norte | Cuencas Costeras Los Ríos Norte | Cuencas Costeras Los Ríos Norte | Cuencas Costeras Los Ríos Norte | Cuencas Costeras Los Ríos Norte     | Cuencas Costeras Los Ríos Norte     | Cuencas Costeras Los Ríos Norte |
| 140000 | Río Lingue                      | 0                               | Exorreica                       | Pacífico                        | Pluvial                         | 10.8                            | 22.3                            | 3.0                             | 1930.9                          | 0                                   | 0                                   | 541.9                           |
| 140001 | Estero Plalafquén               | 0                               | Exorreica                       | Pacífico                        | Pluvial                         | 10.6                            | 21.7                            | 3.0                             | 2147.8                          | 0                                   | 0                                   | 59.1                            |
| 140002 | Costeras Mariquina              | 0                               | Exorreica                       | Pacífico                        | Pluvial                         | 10.0                            | 20.8                            | 2.6                             | 2259.8                          | 0                                   | 0                                   | 77.0                            |
| 140003 | Estero Camposanto               | 0                               | Exorreica                       | Pacífico                        | Pluvial                         | 10.5                            | 21.0                            | 3.2                             | 2327.3                          | 0                                   | 0                                   | 49.9                            |

## Hidrología

### Red hidrográfica
Los cuerpos de agua considerados en esta categoría son:

### Glaciares
El inventario público de glaciares de Chile 2022 no registra glaciares en esta zona.

## Clima

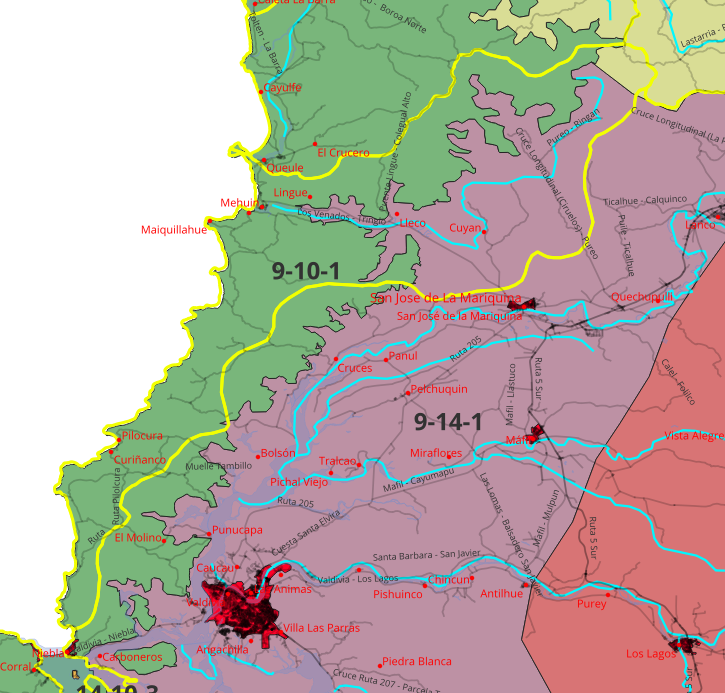
Distritos agroclimáticos en el ítem 100 del inventario BNA de cuencas de Chile según el Atlas agroclimático de Chile.

El Atlas agroclimático de Chile distingue 3 distritos climáticos en la cuenca:
- 9-2 Templado cálido mesotermal con régimen de humedad húmedo con tendencia mediterránea (Csb1fs). La temperatura oscila entre un máximo de enero de 24,9 °C (máx de 25,8 °C y mín de 20,4 °C dentro del distrito) y un mínimo de julio de 3,7 °C (máx de 5,1 °C y mín de 2,9 °C dentro del distrito). Tiene un promedio de 200 días consecutivos libres de heladas. En el año se registra un promedio de 17 heladas. El período de temperaturas favorables a la actividad vegetativa dura 7 meses. Registra anualmente 1.100 días grado y 1.056 horas de frío acumuladas hasta el 31 de Julio. La precipitación media anual es de 1.912 mm y un período seco de 2 meses, con un déficit hídrico de 288 mm/año. El período húmedo dura 7 meses durante los cuales se produce un excedente hídrico de 1.073 mm.
- 9-10-1 Templado cálido mesotermal con régimen de humedad per húmedo (Cfb1pH). La temperatura oscila entre un máximo de enero de 21,6 °C (máx de 23,9 °C y mín de 17,4 °C dentro del distrito) y un mínimo de Julio de 5,4 °C (máx de 6 °C y mín de 4,3 °C dentro del distrito). Tiene un promedio de 269 días consecutivos libres de heladas. En el año se registra un promedio de 5 heladas.El período de temperaturas favorables a la actividad vegetativa dura 7 meses. Registra anualmente 892 días grado y 666 horas de frío acumuladas hasta el 31 de Julio. La precipitación media anual es de 1.951 mm y un período seco de 0 meses, con un déficit hídrico de 122 mm/año.El período húmedo dura 8 meses durante los cuales se produce un excedente hídrico de 1.102 mm.
- 9-14-1 Templado cálido mesotermal con régimen de humedad per húmedo (Cfb1pH). La temperatura oscila entre un máximo de enero de 24,5 °C (máx de 26 °C y mín de 21,9 °C dentro del distrito) y un mínimo de julio de 4,3 °C (máx de 5,3 °C y mín de 3,4 °C dentro del distrito). Tiene un promedio de 225 días consecutivos libres de heladas. En el año se registra un promedio de 10 heladas. El período de temperaturas favorables a la actividad vegetativa dura 7 meses. Registra anualmente 1.137 días grado y 918 horas de frío acumuladas hasta el 31 de Julio. La precipitación media anual es de 1.947 mm y un período seco de 0 meses, con un déficit hídrico de 173 mm/año. El período húmedo dura 8 meses durante los cuales se produce un excedente hídrico de 1.037 mm.

Diagrama Walter Lieth para la ciudad de Valdivia, levemente fuera del ítem 100.

Los diagramas Walter Lieth muestran con un área azul los periodos en que las precipitaciones sobrepasan la cantidad de agua que el calor del sol evapora en el mismo lapso de tiempo, (un promedio de 10 °C mensuales evaporan 20 mm de agua caída) dejando un clima húmedo. Por el contrario, las zonas amarillas indican que durante ese tiempo el agua caída puede ser evaporada por el calor del sol. El área gris señala meses muy húmedos.

## Áreas bajo protección oficial y conservación de la biodiversidad
El Ministerio del medio Ambiente no registra espacios protegidos en esta zona.